# Bitou (Burkina Faso)
Pour les articles homonymes, voir Bitou et Bittou.
Cet article concerne la ville chef-lieu. Pour le département et la commune urbaine, voir Bitou (département).
Bittou, également orthographiée Bitou, est une ville du département et la commune urbaine de Bittou (ou Bitou), dont elle est le chef-lieu, située dans la province du Boulgou et la région du Centre-Est au Burkina Faso.
Sa population autochtone est originaire d'un village appelé Léda à 15 kilomètres de Tenkodogo..

## Géographie
Bittou est une ville située au sud-est de Burkina Faso, dans la province du Boulgou, à 250 km de Ouagadougou, mais à 39 km de la frontière togolaise et à 15 km de celle du Ghana. Bitou est limitée :
- à l’ouest par la rivière Zinzin (un affluent du Nakembé, nom burkinabè de la Volta Blanche formant au sud une partie de la frontière avec le Ghana),
- au sud par le village de Nohao (bordant la frontière avec le Ghana),
- à l’est par la rivière Barsondogo (un autre affluent plus en aval du Nakembé),
- au nord par le ruisseau numéro un (affluent du Barsondogo, fermé par un barrage de retenue à l'ouest de la route nationale 16).

La ville est traversée par la route nationale 16.

## Histoire
Les bisas de Bittou centre sont originaires d’un village Léda. Le chef actuel a été intronisé par le Naaba Tigré de Tenkodogo, mais celui-ci n’a pas véritablement d'emprise sur lui. Le chef administre ses populations selon les coutumes Bissa.
L’histoire de Bittou et celle de sa chefferie Zampaligré sont intrinsèquement liées. Selon la tradition orale, elle commence probablement vers les années 1730, quelque part dans une contrée située à plusieurs jours de marche à cheval plus au Nord-Ouest : vers Téma-Bokin ou vers Rissiam pour certaines sources, dans les encablures de l’actuel Zorgho pour d’autres. Ces versions ne sont pas forcément contradictoires ; elles peuvent s’avérer complémentaires, en ce sens que la zone de Zorgho a pu être une Zone d’installation transitoire.
Certains patronymes et prénoms expressifs chez la génération des Zampaligré de Bittou d’avant les années 1960 ainsi que la citation symbolique qualificative des Zampaligré suggèrent en tout état de cause, des origines Mossis. Il s’agit généralement de noms métaphoriques tels : Bougoum (feu), Nongma (fierté) ; Zimaassm (Installé confortablement) ; Raogo (Garçon) ; Toundwendé (Suit Dieu) ; Ranamsé (Ne souffre pas) ; Boumdaré (Le jour de bonne chose) ; Kiima (Génies, fantômes) ; Teesba (Indexe-les) ; Yiiga (), etc. Zampaligré fait allusion à un moucheron producteur d'une substance mielleuse, incrusté dans du roc si bien qu'il est difficile à agresser....
Le clan des Zampaligré, avant de fonder Bittou s’établit d’abord dans une localité aux environs de Tenkodogo, appelée Léda. Sécuriser, pacifier et viabiliser une zone hostile : telle est la mission que les Zampaligré ayant quitté L"da s’étaient assignée pour la zone de destination qui s’appelait autrefois "Sonn-Tar". En effet, à l’installation du clan, alors vers les années 1770, la localité s’appelait «Sonn-Tar». C’était un nom en Bissa, donné par les voyageurs. Il faisait référence à la forte densité des figuiers qui peuplaient la zone et au bosquet constitué de gigantesques pieds de cette espèce d’arbres, situé à côté d’une salvatrice source d’eau, sous lequel les voyageurs observaient souvent une pause avant de reprendre la route. La zone présentait certes un environnement physique paradisiaque (elle était traversée d’un réseau dense de cours d’eau, très boisée, riche en fruits sauvages et fertile pour l’agriculture,...), mais ceci expliquant peut-être cela, elle était densément peuplée d’animaux sauvages, de féroces félidés, notamment les lions, qui y régnaient en maître. Il ne venait à l’idée de personne d’y habiter, au risque de se faire dévorer. En plus des fauves, les excursions et pillages récurrents des groupuscules venant du sud constituaient une source d’insécurité invivable. Le clan des Zampaligré (qui adoptèrent entre-temps la langue Bissa), s’attela à vaincre ces deux menaces et à attirer des habitants dans la contrée réputée extrêmement dangereuse et inhospitalière.
Le nom «Bittou», qui signifie en Bissa, «Laissons tomber (la discussion)…» a été donné en hommage à un sage doyen qui le prononça pour mettre fin à une discussion persistante et de plus en plus virulente qui avait éclaté entre deux groupes à la suite d'une décision de changement de dénomination de la localité.
Les chefs successifs de Bittou ont pour noms : Naaba Bougoum Korgo, Naaba Adongo, Naaba Guiguemdé, Naaba Koom, Naaba Koulga, Naaba Padré, Naaba Sigri, Naaba Nongma, Naaba Boulga (Aly Zampaligré, qui régna de 1949 à 1982), Naaba KiibKorgo (Karim Zampaligré, qui règne depuis 1989).

## Démographie
| 2003   | 2006   | 2012 |
| ------ | ------ | ---- |
| 15 459 | 20 118 | -    |

La ville est divisée en cinq secteurs urbains (population de 2006) :
- Secteur 1 (6 759 habitants)
- Secteur 2 (2 508 habitants)
- Secteur 3 (4 346 habitants)
- Secteur 4 (4 442 habitants)
- Secteur 5 (2 063 habitants)

## Administration
| Période                                  | Période | Identité                                                                                           | Étiquette | Qualité |
| ---------------------------------------- | ------- | -------------------------------------------------------------------------------------------------- | --------- | ------- |
|                                          |         | Abdoul Karim Zampaligré Zama Ousmane Zampaligré ; Issoufou Ousmane Zampaligré ; Lassané Zampaligré |           |         |
| Les données manquantes sont à compléter. |         | |           |         |

### Jumelage
- Châteauroux (France) depuis novembre 1985

## Économie

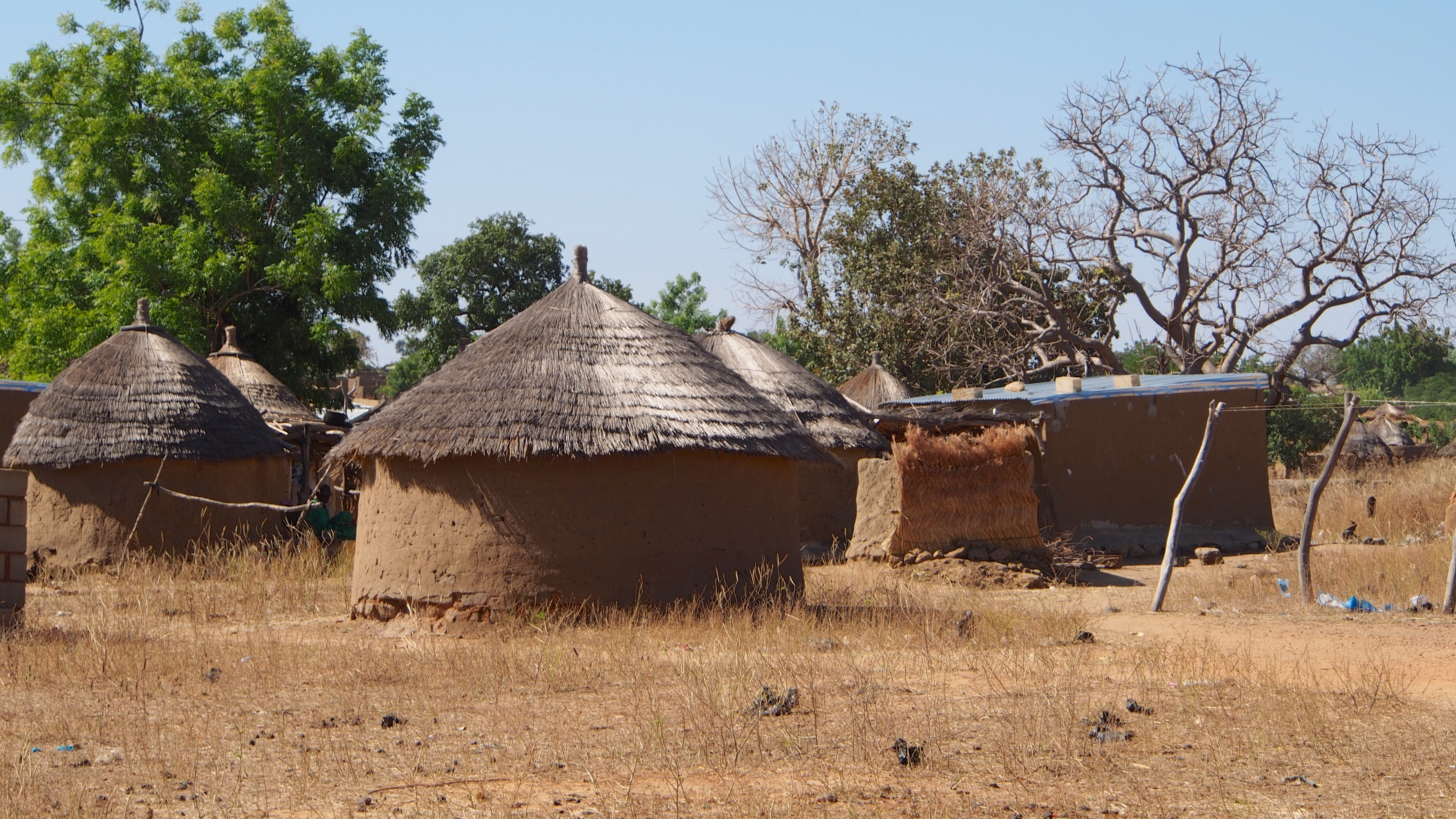
Cour traditionnelle à Bittou.

L’agriculture, principale activité économique, occupe plus de 80 % de la population active de la commune de Bittou. Viennent ensuite l’élevage, le maraîchage, l’artisanat et l’énergie.

## Santé et éducation
La ville accueille le centre médical (CM) du département tandis que le centre médical avec antenne chirurgicale (CMA) de la province se trouve à Tenkodogo.
La ville possède quatre écoles primaires publiques (A, B, C et D), un collège d'enseignement général (CEG) et un lycée départemental.